# Lijst van Alarmschijven in 2000
Deze hits waren in 2000 Alarmschijf op Radio 538:
| Nr.  | Datum        | Artiest                            | Titel                                 | Hoogste positie in Top 40 |
| ---- | ------------ | ---------------------------------- | ------------------------------------- | ------------------------- |
| -    | 1 januari    | geen Alarmschijf                   | geen Alarmschijf                      | geen Alarmschijf          |
| 1550 | 8 januari    | Lene Marlin                        | Sitting Down Here                     | 5                         |
| 1551 | 15 januari   | TLC                                | Dear Lie                              | 17                        |
| 1552 | 22 januari   | Backstreet Boys                    | Show Me the Meaning of Being Lonely   | 2                         |
| 1553 | 29 januari   | Anouk                              | The Dark                              | 8                         |
| 1554 | 5 februari   | Abel                               | Onderweg                              | 1 (6wk)                   |
| 1555 | 12 februari  | Vengaboys                          | Shalala Lala                          | 2                         |
| 1556 | 19 februari  | *NSYNC                             | Bye Bye Bye                           | 3                         |
| 1557 | 26 februari  | Five                               | Don't Wanna Let You Go                | 13                        |
| 1558 | 4 maart      | Madonna                            | American Pie                          | 4                         |
| 1559 | 11 maart     | DJ Jurgen                          | Higher & Higher                       | 5                         |
| 1560 | 18 maart     | Santana & The Product G&B          | Maria Maria                           | 2                         |
| 1561 | 25 maart     | Sisqó                              | Thong Song                            | 3                         |
| 1562 | 1 april      | No Doubt                           | Ex-Girlfriend                         | 15                        |
| 1563 | 8 april      | Melanie C & Lisa 'Left Eye' Lopes  | Never Be the Same Again               | 1 (2wk)                   |
| 1564 | 15 april     | Toni Braxton                       | He Wasn't Man Enough                  | 4                         |
| 1565 | 22 april     | BLØF                               | Dansen Aan Zee                        | 9                         |
| 1566 | 29 april     | Britney Spears                     | Oops!... I Did It Again               | 1 (2wk)                   |
| 1567 | 6 mei        | Montell Jordan                     | Once Upon a Time                      | 13                        |
| 1568 | 13 mei       | Bon Jovi                           | It's My Life                          | 1 (2wk)                   |
| 1569 | 20 mei       | George Michael & Whitney Houston   | If I Told You That                    | 19                        |
| 1570 | 27 mei       | Aaliyah                            | Try Again                             | 3                         |
| 1571 | 3 juni       | *NSYNC                             | I'll Never Stop                       | 14                        |
| 1572 | 10 juni      | Jennifer Lopez                     | Let's Get Loud                        | 2                         |
| 1573 | 17 juni      | Kane                               | I Will Keep My Head Down              | 12                        |
| 1574 | 24 juni      | Craig David                        | Fill Me In                            | 5                         |
| 1575 | 1 juli       | Jody Bernal                        | Que Si, Que No                        | 1 (7wk)                   |
| 1576 | 8 juli       | Anastacia                          | I'm Outta Love                        | 3                         |
| 1577 | 15 juli      | Destiny's Child                    | Jumpin', Jumpin'                      | 5                         |
| 1578 | 22 juli      | Anouk                              | Michel                                | 3                         |
| 1579 | 29 juli      | Robbie Williams                    | Rock DJ                               | 6                         |
| 1580 | 5 augustus   | Ronan Keating                      | Life Is a Rollercoaster               | 7                         |
| 1581 | 12 augustus  | Janet Jackson                      | Doesn't Really Matter                 | 11                        |
| 1582 | 19 augustus  | Madonna                            | Music                                 | 4                         |
| 1583 | 26 augustus  | Craig David                        | 7 Days                                | 6                         |
| 1584 | 2 september  | BLØF                               | Hier                                  | 15                        |
| 1585 | 9 september  | Samantha Mumba                     | Gotta Tell You                        | 7                         |
| 1586 | 16 september | Whitney Houston & Enrique Iglesias | Could I Have This Kiss Forever        | 1 (1wk)                   |
| 1587 | 23 september | Christina Aguilera                 | Come On Over Baby (All I Want Is You) | 6                         |
| 1588 | 30 september | U2                                 | Beautiful Day                         | 1 (2wk)                   |
| 1589 | 7 oktober    | All Saints                         | Black Coffee                          | 9                         |
| 1590 | 14 oktober   | R. Kelly                           | I Wish                                | 4                         |
| 1591 | 21 oktober   | Robbie Williams & Kylie Minogue    | Kids                                  | 11                        |
| 1592 | 28 oktober   | Kane                               | Can You Handle Me                     | 10                        |
| 1593 | 4 november   | Backstreet Boys                    | Shape of My Heart                     | 2                         |
| 1594 | 11 november  | Destiny's Child                    | Independent Women                     | 2                         |
| 1595 | 18 november  | Madonna                            | Don't Tell Me                         | 12                        |
| 1596 | 25 november  | Craig David                        | Walking Away                          | 7                         |
| 1597 | 2 december   | LeAnn Rimes                        | Can't Fight The Moonlight             | 1 (4wk)                   |
| 1598 | 9 december   | Eminem & Dido                      | Stan                                  | 2                         |
| 1599 | 16 december  | Melanie C                          | If That Were Me                       | 14                        |
| 1600 | 23 december  | ATC (A Touch of Class)             | Around the World (La La La La La)     | 4                         |
| 1601 | 30 december  | Kandi                              | Don't Think I'm Not                   | 15                        |

1969 ·
1970 ·
1971 ·
1972 ·
1973 ·
1974 ·
1975 ·
1976 ·
1977 ·
1978 ·
1979 ·
1980 ·
1981 ·
1982 ·
1983 ·
1984 ·
1985 ·
1986 ·
1987 ·
1988 ·
1989 · 
1990 · 
1991 · 
1992 · 
1993 · 
1994 · 
1995 · 
1996 · 
1997 · 
1998 · 
1999 · 
2000 · 
2001 · 
2002 · 
2003 · 
2004 · 
2005 · 
2006 · 
2007 · 
2008 · 
2009 ·
2010 ·
2011 ·
2012 ·
2013 ·
2014 ·
2015 ·
2016 ·
2017 ·
2018 ·
2019 ·
2020 ·
2021 ·
2022 ·
2023 ·
2024 ·
2025